# Paulianacris mirabilis
Paulianacris mirabilis är en insektsart som beskrevs av Lucien Chopard 1952. Paulianacris mirabilis ingår i släktet Paulianacris och familjen vårtbitare. Inga underarter finns listade i Catalogue of Life.